# Municipio de Red Rock (Iowa)
El municipio de Red Rock (en inglés: Red Rock Township) es un municipio ubicado en el condado de Marion en el estado estadounidense de Iowa. En el año 2010 tenía una población de 596 habitantes y una densidad poblacional de 5,43 personas por km².

## Geografía
El municipio de Red Rock se encuentra ubicado en las coordenadas 41°28′34″N 93°10′59″O / 41.47611, -93.18306. Según la Oficina del Censo de los Estados Unidos, el municipio tiene una superficie total de 109.8 km², de la cual 105,16 km² corresponden a tierra firme y (4,22 %) 4,64 km² es agua.

## Demografía
Según el censo de 2010, había 596 personas residiendo en el municipio de Red Rock. La densidad de población era de 5,43 hab./km². De los 596 habitantes, el municipio de Red Rock estaba compuesto por el 97,99 % blancos, el 0,17 % eran afroamericanos, el 0,34 % eran amerindios, el 0,5 % eran asiáticos y el 1,01 % eran de una mezcla de razas. Del total de la población el 0,34 % eran hispanos o latinos de cualquier raza.